# Mancomunidad del Alto Guadalquivir
La Mancomunidad del Alto Guadalquivir situada a la provincia de Córdoba, Comunidad autónoma de Andalucía, España.
Conocida también como Comarca Cordobesa del Alto Guadalquivir, está constituida por las poblaciones de:
- Villafranca de Córdoba

  -  San Antonio
- El Carpio
- Bujalance

  -  Morente

  -  Maruanas
- Cañete de las Torres
- Villa del Río
- Cardeña
  -  Venta del Charco
  -  Azuel
- Montoro
  -  Huertos familiares San Fernando
  -  Algallarín
- Adamuz
- Pedro Abad

Las características más significativas de esta Comarca se expresan en la diversidad de parajes naturales; cuya vegetación está compuesta fundamentalmente por una serie de asociaciones Mediterráneas, con un nivel de conservación muy aceptable en el conjunto del territorio; ligado a la vegetación hallamos especies animales, algunas de ellas desaparecidas en el resto de Andalucía, así pues podemos encontrarnos la presencia del lobo, lince, nutria, águila real y águila calzada. Estas especies habitan fundamentalmente en la sierra Montoreña, al igual que el conejo, jabalí, ciervo, liebre, paloma, perdiz, etc. La variedad cinegética,la arquitectura de los monumentos y rincones de interés, sino también en las manifestaciones culturales y folklóricas, como la Romería de San Isidro festejada por distintos pueblos, Bujalance, Cañete de las Torres, Villa del Río y Villafranca de Córdoba pasando a la Semana Santa de Montoro con gran arraigo cultural y festivo.
- Datos: Q5991234